# Backflip Studios
Backflip Studios是一個電子遊戲開發和發售商，其總部設於美國科羅拉多州的博爾德。Backflip Studios是於2009年4月由朱利安·法羅、戴爾·托馬斯和湯姆·班林德建立。於2009年8月，它宣布公司成功籌得145,000美元以繼續開發iOS遊戲。這間公司最有名的莫過於它的免費iOS遊戲——扔紙團（Paper Toss），一個累積逾2400萬次下載的遊戲。

## 游戏

### 玩偶衝擊
玩偶衝擊（Ragdoll Blaster）是一個動作遊戲。遊戲中，玩家須以一玩偶大炮解決難題。

### 扔紙團
扔紙團（Paper Toss）是一個模擬遊戲。遊戲中，玩家要將紙團扔進垃圾筒中。遊戲附設多種不同難度及挑戰模式。該遊戲是Backflip Studios最成功的遊戲，共累積逾2400萬次下載。

### 扔紙團：巡迴世界之旅
扔紙團：巡迴世界之旅（Paper Toss: World Tour）是扔紙團的續集，遊戲背景為世界各地名勝。

### 港口浩劫3D
港口浩劫3D（Harbor Havoc 3D）是一個模擬遊戲。遊戲中，玩家要指揮不同船隻駛進碼頭。

### 玩偶衝擊2
玩偶衝擊（Ragdoll Blaster 2） 是玩偶衝擊的續集。

### 觸擊騎士
觸擊騎士（Strike Knight）是一個模擬遊戲。

### 塗鴉球
塗鴉球（Graffiti Ball）是一個動作遊戲，遊戲主題為塗鴉。遊戲中，玩家要畫線以令一彈跳球盡快到達每一關的出口。

### 隧道射擊
隧道射擊（Tunnel Shoot）是一由Backflip Studios和Team Phobic共同開發的遊戲。遊戲中，玩家要控制一艘船穿插於一條無盡、彩色並充滿障礙和敵人的隧道中。

### NinJump
NinJump是一個動作遊戲。遊戲中，玩家成為忍者，攀爬牆壁、避開障礙和攻擊敵人。攀爬越高，分數越高。

### 黑暗軍隊：防衛
黑暗軍隊：防衛（Army of Darkness: Defense）是一城堡防衛遊戲，目的是防止敵人到達城堡。
Dragonvale是一個模擬遊戲，中文名稱為「龍谷」，目的是盡量獲取最多的龍。根據公司的統計，本款遊戲的龍，品種多達上百種，每一種的長相、屬性都不同。

### Buganoids
Buganoids是一個動作遊戲。遊戲中，玩家成為太空人，攻擊各星球上的蟲。

### 豪華版NinJump
豪華版NinJump（NinJump Deluxe）是NinJump的改良版。遊戲增加了3個新關卡。

### Backflip老虎機
Backflip老虎機（Backflip Slots）是一個賭場老虎機遊戲。

### 麻將維度
麻將維度（Mahjongg Dimensions）是一個典型疊麻將遊戲。

### 形狀轉移
形狀轉移（Shape Shift）是一個模擬遊戲，玩家能轉換同色形狀以完成關卡。

## 奖项
2012年，Backflip Studios被9News KUSA Denver评为“50家科罗拉多州值得关注的公司”之一。
苹果公司将DragonVale评为2012年排名第1的iPad应用程序和第4位收益最高的iPhone应用程序。